# Cameron, Carolina de Nord
Cameron este un oraș din comitatului Moore din statul Carolina de Nord, Statele Unite. La recensământul din anul 2000, populația orașului a fost de 151 de persoane.

## Istoric
Localitatea a fost planificată și proiectată în 1875, și apoi încorporată în anul următor.

## Geografie
Conform datelor statistice furnizate de United States Census Bureau, localitatea are o suprafață totală de circa 2,59 km2, echivalentul unei mile pătrate, în întrgime uscat.

## Localnici notabili
- Jeff Hardy, wrestler
- Matt Hardy, wrestler
- Shannon Moore, wrestler